# Niederscheden
Niederscheden è una frazione (Ortsteil) del comune di Scheden, nel land della Bassa Sassonia, in Germania.

## Storia
Già comune autonomo nel circondario di Münden, fu soppresso e unito a Oberscheden per formare il nuovo comune di Scheden il 1º aprile 1964.